# Muzeum Kornela Makuszyńskiego w Zakopanem
Muzeum Kornela Makuszyńskiego w Zakopanem – muzeum biograficzno-literackie w Zakopanem, poświęcone postaci pisarza Kornela Makuszyńskiego; filia Muzeum Tatrzańskiego.

## Opis
Muzeum powstało w 1966 roku ze zbiorów ofiarowanych społeczeństwu przez wdowę po pisarzu, Janinę Gluzińską-Makuszyńską.
Muzeum mieści się w willi „Opolanka”, w której państwo Makuszyńscy od roku 1934 spędzali często wakacje, i w której po II wojnie światowej zamieszkali na stałe. W 1955 roku przed gmachem muzeum odsłonięto pomnik pisarza, któremu towarzyszy znany z jego twórczości Koziołek Matołek.
W kolekcji czteropokojowego muzeum znajdują się następujące grupy obiektów:
- pamiątki po pisarzu, w tym: rękopisy, korespondencja od czytelników, zbiór listów od wybitnych postaci[5][6][7]
- księgozbiór złożony m.in. z kolejnych wydań książek pisarza i piśmiennictwa dotyczącego jego twórczości
- archiwum wycinków prasowych i fotografii; projekty ilustracji do książek
- umeblowanie i wyposażenie mieszkania, w tym: historyczne meble i tkaniny, porcelana, szkło, lampy i zegary
- sztuka: obrazy i rzeźby (m.in. Juliana Fałata, Władysława Skoczylasa, Stanisława Wyspiańskiego, Henryka Kuny)[1]

W maju 2019, kolekcja muzeum wzbogaciła się o przekazany przez rodzinę Order Orła Białego, nadany pośmiertnie pisarzowi przez prezydenta Polski, Andrzeja Dudę z okazji 100. rocznicy odzyskania przez Polskę niepodległości.
Muzeum prowadzi działalność opiekuńczą nad zbiorami, a także edukacyjną i popularyzatorską, organizując wykłady i spotkania i angażując się w wydarzenia takie jak np. Noc Muzeów.

Wnętrze muzeum
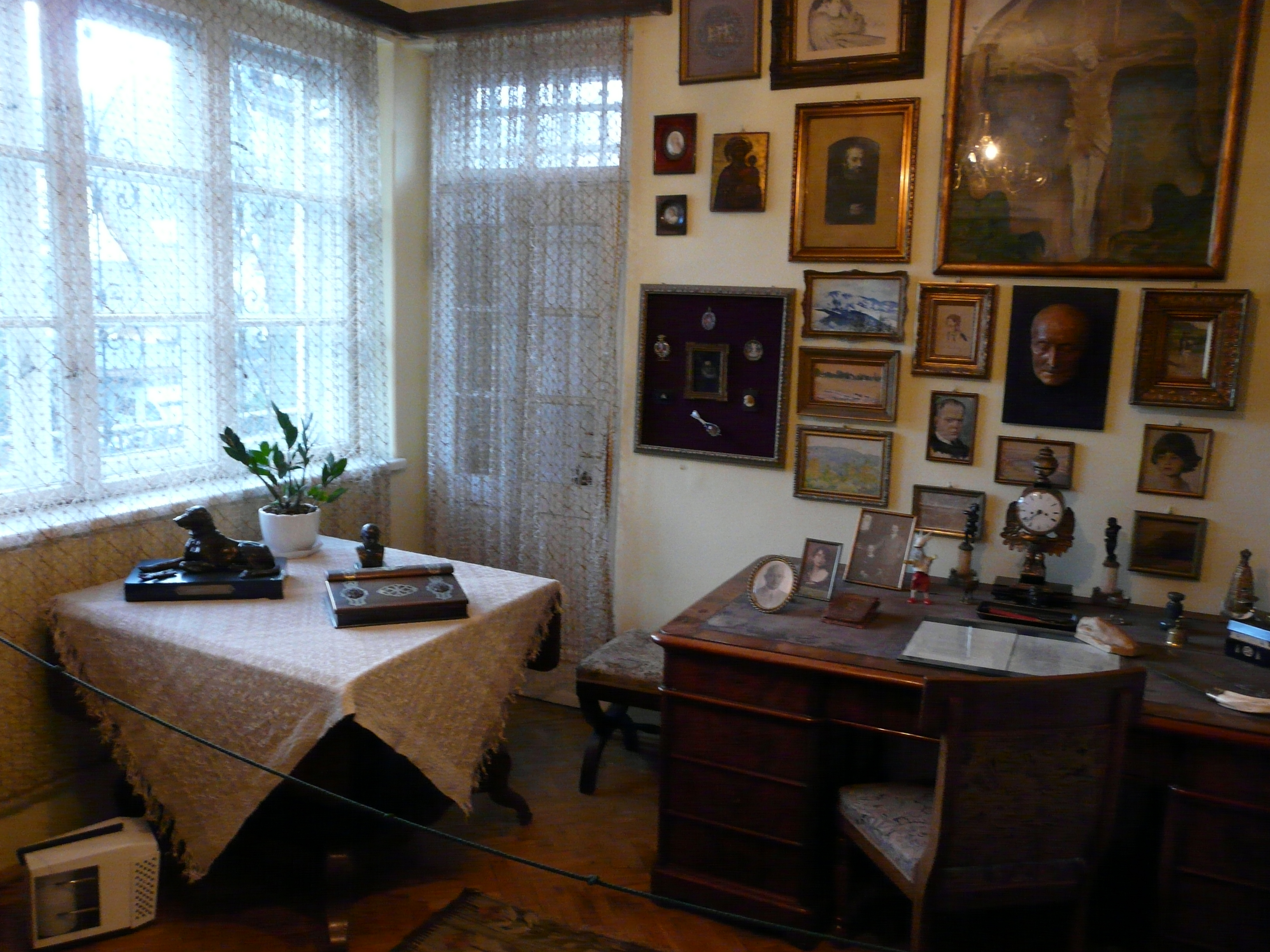
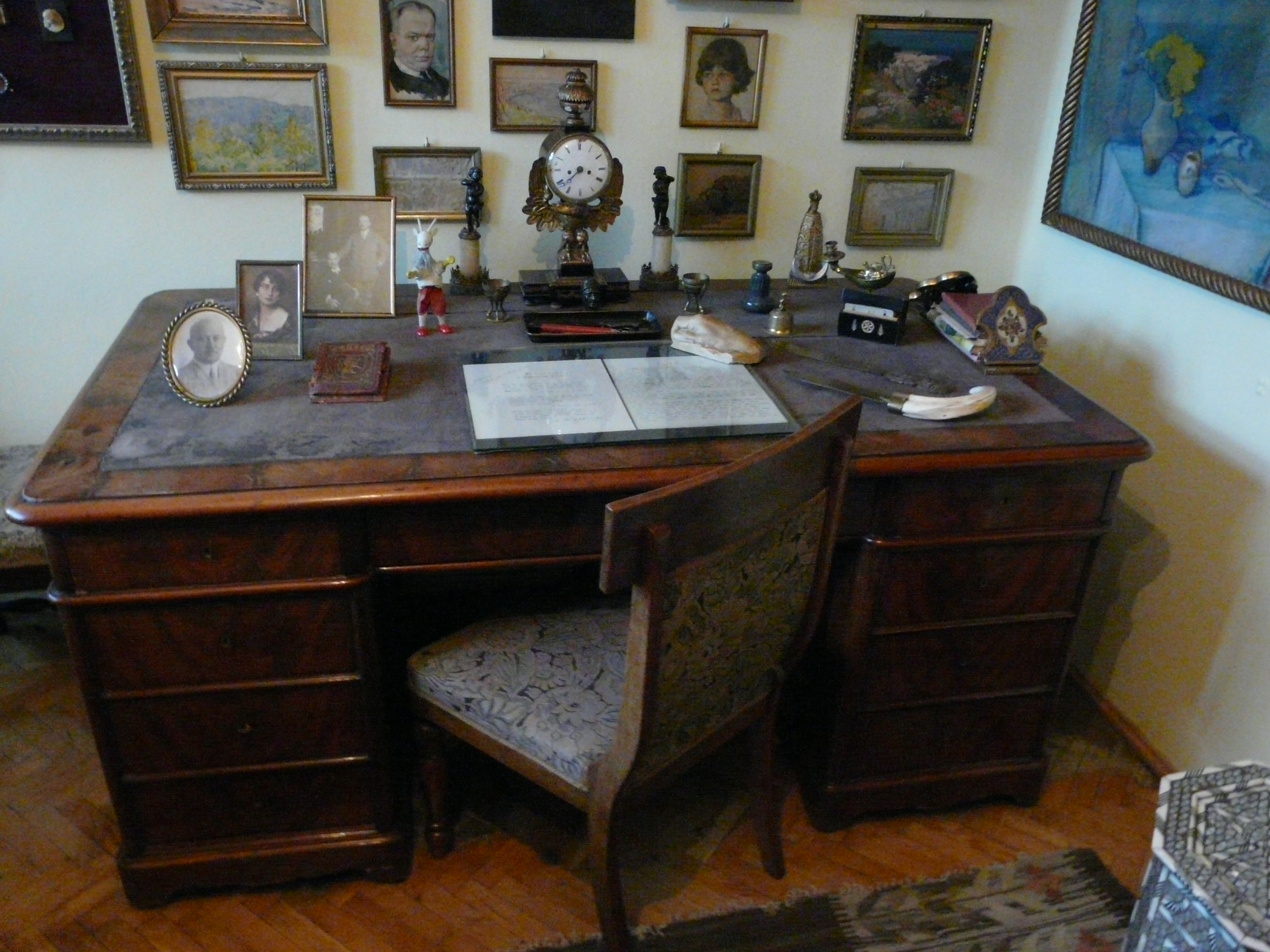
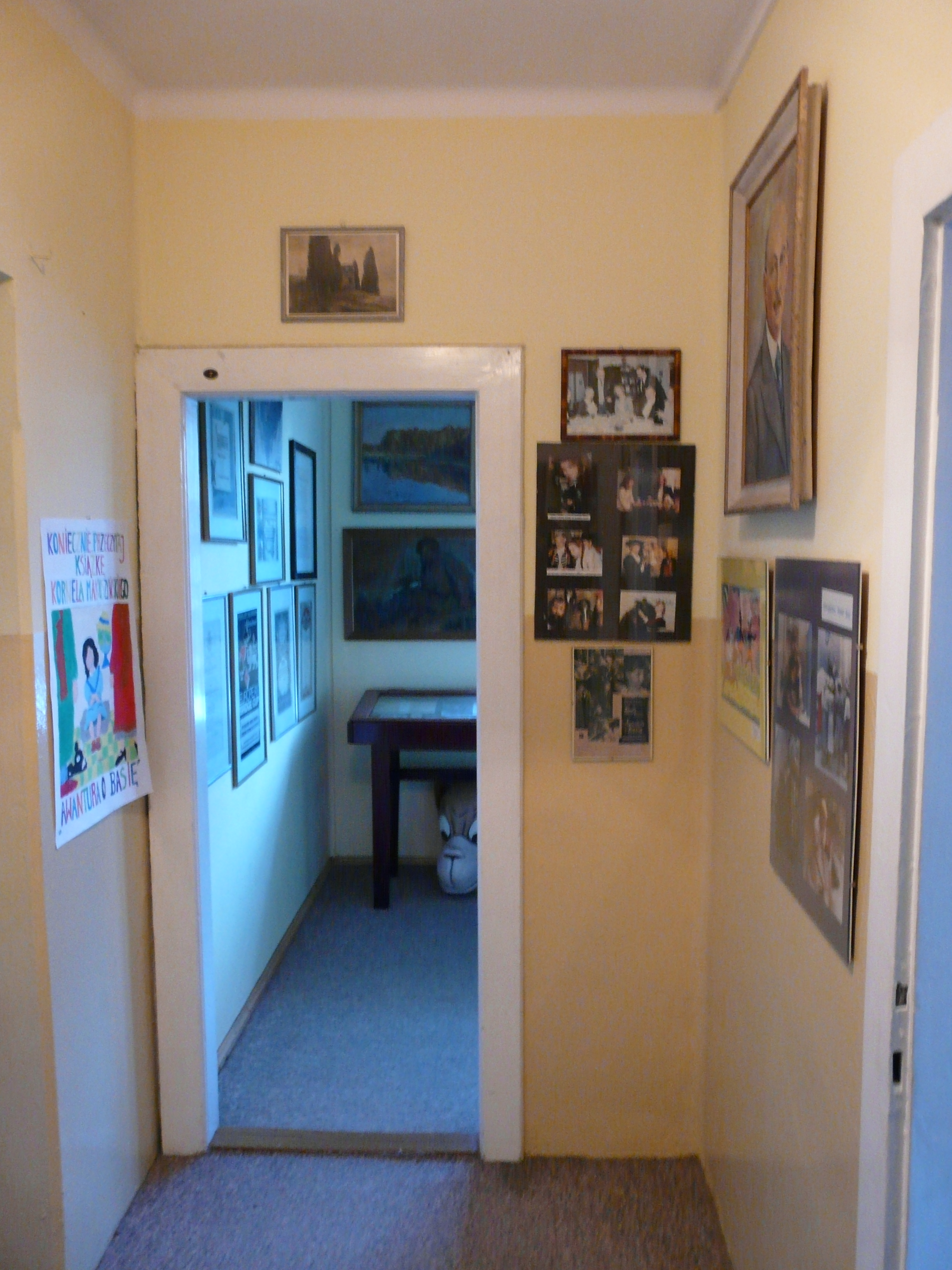
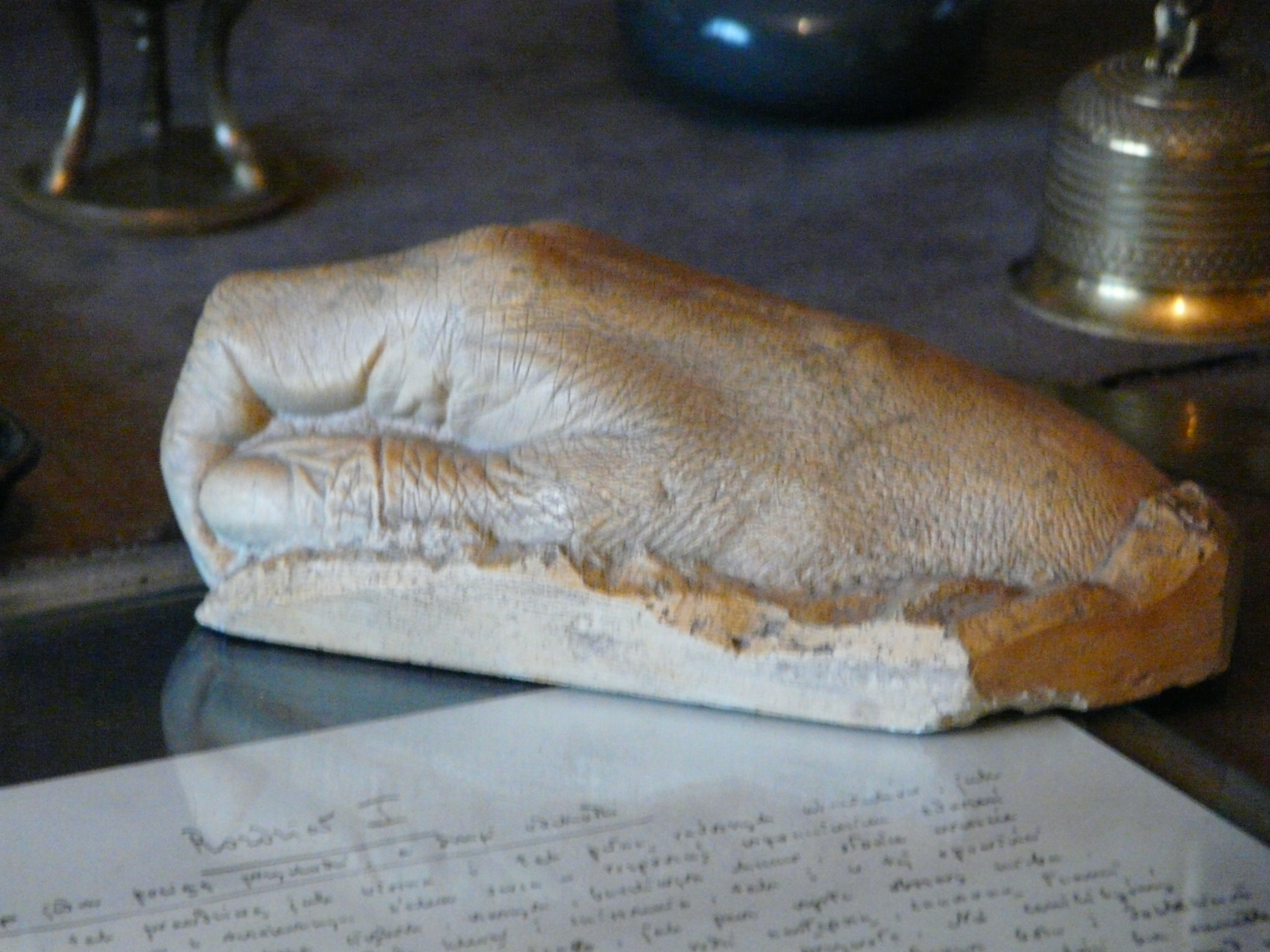